# Бекки Шарп
«Бекки Шарп» (англ. Becky Sharp) — экранизация «Ярмарки тщеславия» американского режиссёра армянского происхождения Рубена Мамуляна. Фильм вышел на экраны 28 июня 1935.
Этот фильм принято считать открывающим эпоху настоящего цветного кино, пришедшего на смену двухцветным процессам «бипак». Полноцветное изображение впервые получено по 4-й версии технологии «Техниколор» со съёмкой на 3 чёрно-белых киноплёнки специальной кинокамерой.
В 2019 году включён в Национальный реестр фильмов.

## Сюжет
Бекки и Амелия — школьные подруги. Бекки из очень бедной семьи и дружба с такой девочкой как Амелия для первой — большая роскошь. Всё же Бекки удается втереться в доверие к более богатой подруге, став на короткой ноге не только с ней, но и многими её друзьями и родственниками. Девочка из небогатой семьи пытается пробиться в «свет» общества, используя многие попавшиеся под руку средства. Это приводит её к весьма печальному финалу.

## В ролях
- Мириам Хопкинс — Бекки Шарп
- Фрэнсис Ди — Амелии Седли, подруга
- Седрик Хардвик — Маркиз Стайн
- Билли Берк — лэди Берикрес
- Элисон Скипуорт — Мисс Кроули
- Найджел Брюс — Джозеф Седли
- Алан Маубрэй — Родон Кроули
- Г. П. Хантли — Джордж Осборн
- Уильям Стэк — Питт Кроули
- Джордж Хэсселл — Сэр Питт Кроули
- Дорис Ллойд — графиня Ричмонда
- Полин Гарон — Фифин